# Fredrik Bajer
Fredrik Bajer, född 21 april 1837 i Næstved, död 22 januari 1922 i Köpenhamn, var en dansk politiker, och mottagare av Nobels fredspris 1908 tillsammans med Klas Pontus Arnoldson.
Bajer deltog som officer i det dansk-tyska kriget 1864, erhöll avsked 1865, och bosatte sig i Köpenhamn och ägnade sig åt undervisning och fritt författarskap. Åren 1872-1895 tillhörde Bajer folketinget. Han valdes in som ledamot för Forenede Venstre, vid de brytningar som så småningom skedde inom detta parti stod han på de radikala gruppernas sida. Bajers huvudsakliga politiska gärning faller emellertid utanför parlamentet; hans intresse var inriktat på de stora idé- och pricipfrågorna. Han var en ivrig anhängare av kvinnoemancipationen och agiterade livligt för kvinnlig rösträtt. Tillsammans med sin hustru, kvinnosakskämpen Matilde Bajer (född Schlüter) grundade han Dansk Kvindesamfund 1871. Han var övertygad republikan och skandinav; Nordens förenade republiker var enligt Bajer det mål, som Nordens statsmän borde sträva efter. Sitt huvudintresse ägnade han fredsrörelsen och stiftade åtskilliga såväl danska som internationella fredsorganisationer, bland annat Nordiska interparlamentariska förbundet. År 1908 mottog han Nobels fredspris tillsammans med Klas Pontus Arnoldson. Bajer var en av initiativtagarna till och förste ordföranden för den permanenta Internationella Fredsbyrån (Permanent International Peace Bureau) i Bern, Schweiz. Flera av hans talrika arbeten finns översatta till svenska.